# Эротический комикс

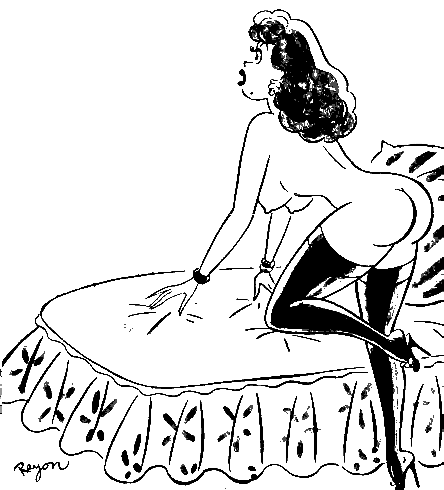
Пример классического порнокомикса

Эротические комиксы — комиксы для взрослых, в которых основное внимание уделяется наготе и сексуальной активности либо сами по себе, либо в качестве основного элемента сюжета. Обычно такие комиксы не разрешается продавать несовершеннолетним. Как и другие жанры комиксов, они могут состоять из отдельных панелей, коротких полос комиксов, книг комиксов или графических романов/альбомов. Хотя они никогда не были мейнстрим-жанра, они существовали как ниша наряду с другими жанрами комиксов, но обычно отдельно от них.
В середине 20-го века большинство комиксов выпускалось для детей, и в Северной Америке содержание большинства комиксов было ограничено Законом о кодексе комиксов, чтобы оно подходило для детей. Следовательно, эротические комиксы иногда подвергались критике и дополнительному изучению по сравнению с другими формами эротического искусства и повествования. Кроме того, применение законов о борьбе с детской порнографией к материалам с участием вымышленных персонажей, не имеющих установленного законом возраста, различается на международном уровне.

## История

### Европа

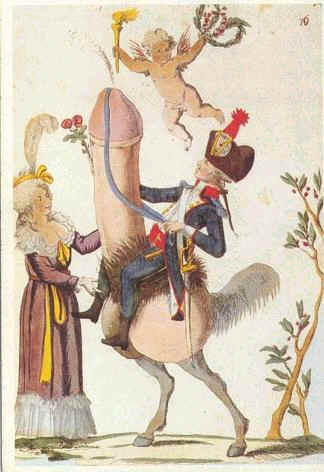
Порнографический комикс 18 века. Мария-Антуанетта и великий французский генерал и политик Лафайет.ch general and politician Lafayette.

Эротика была характерной чертой комиксов почти с тех пор, как был разработан этот медиум. Мария-Антуанетта, Людовик XVI и другие аристократические персонажи были карикатурно изображены в откровенных сексуальных брошюрах, таких как «Королевский фаллоимитатор» и «Королевская оргия»..
В наше время европейские страны, как правило, либерально относятся к разрешению использования материалов откровенного сексуального содержания в комиксах. В 60-х годах цензура в Италии привела к появлению комиксов для взрослых под названием fumetti neri, которые были наполнены откровенными порнографическими сценами. Такие создатели, как Мило Манара, начинавшие как художники, создающие эти комиксы, выпустили множество эротических комиксов с 1970-х годов. Немецкий карикатурист Ральф Кениг начал выпускать откровенные комиксы о геях-мужчинах в 1980-х годах. Бельгиец Том Буден выпустил несколько альбомов, рассказывающих о сексуальных приключениях молодых геев.

### Северная Америка

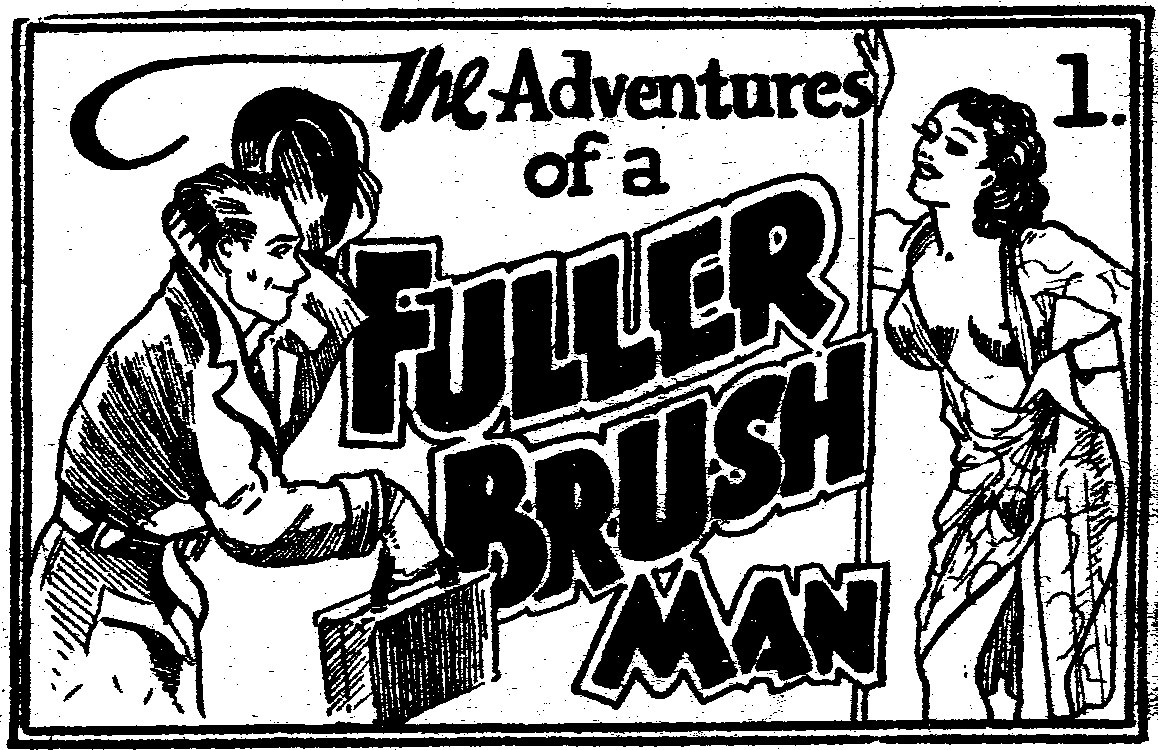
Первая восьмистраничная комикс «Приключений человека с полной кистью», опубликованная около 1936 года.

Одними из самых ранних эротических комиксов в Северной Америке были так называемые Тихуанские библии, которые впервые появились в 1920-х годах. Обычно это были восьмистраничные черно-белые брошюры с иллюстрациями, которые варьировались от очень хороших до очень грубых. Темой обычно были сексуальные приключения известных персонажей комиксов, политических деятелей и кинозвезд, снятые без разрешения. Продаваемые из-под прилавка в таких местах, как табачные магазины и дома бурлеска, миллионы тихуановых библий были проданы на пике их популярности в 1930-х годах. После Второй мировой войны они пришли в резкий упадок, и к середине 1950-х годов на рынке все еще появлялась лишь небольшая порция новых продуктов.
Мужские журналы второй половины 20-го века были обычным местом размещения эротических комиксов, особенно однопанельных приколов с изображением обнаженных женщин или пар в сексуальных ситуациях. Журнал Playboy дебютировал в 1953 году и публиковал отдельные карикатуры таких художников, как Альберто Варгас, художник Archie Comics Дэн Декарло, Джек Коул, Лерой Нейман, а позже Оливия де Берардинис и Дин Игл. Многостраничная лента Харви Куртцмана и Уилла Элдера «Маленькая Энни Фанни» часто показывалась в 1980-х годах. Энни с трудом удерживалась в одежде, и эта тенденция также прослеживалась в лентах «Приключения Фиби Цайтгейст», «Салли Форт» Уолли Вуда и «Пентхаусы, о злая Ванда!» автор: Рон Эмблтон. Позже Penthouse выпустила ряд журналов эротических комиксов: Penthouse Comix, Penthouse Men’s Adventure и Penthouse Max, в которых такие люди, как Адам Хьюз, вносили свой вклад в создание художественных работ.